# ميخائيل ميخائلوف
ميخائيل ميخائلوف (بالبلغارية: Михаил Михайлов)‏ هو لاعب كرة قدم بلغاري في مركز الهجوم، ولد في 4 مارس 1973 في صوفيا في بلغاريا. شارك مع منتخب بلغاريا لكرة القدم. أما مع النوادي، فقد لعب مع او في سي سليفن 2000 وسلافيا صوفيا وليفسكي صوفيا ونادي لوكوموتيف بلوفديف.